# Center for the Transformation of Chemistry
Das Center for the Transformation of Chemistry (CTC) ist ein neu entstehendes Großforschungszentrum mit Standorten im sächsischen Delitzsch und im sachsen-anhaltischen Merseburg, das die Transformation der Chemie in eine Kreislaufwirtschaft vorantreiben soll. Der Aufbau des CTC startete 2023. Im Jahr 2038 sollen am CTC insgesamt 1000 Mitarbeitende beschäftigt sein. Designierter Gründungsdirektor ist der Chemiker Peter Seeberger.

## Hintergrund
Im August 2020 trat als Strukturhilfemaßnahme für die durch den Kohleausstieg betroffenen Reviere und Standorte das Strukturstärkungsgesetz Kohleregionen (StStG) in Kraft. Um neue Perspektiven für die Kohleregionen zu schaffen, sieht das StStG in § 17 Ziffer 29 die „Gründung je eines neuen institutionell geförderten Großforschungszentrums nach Helmholtz oder vergleichbaren Bedingungen in der sächsischen Lausitz und im mitteldeutschen Revier auf Grundlage eines Wettbewerbsverfahrens“ vor. Dieses Wettbewerbsverfahren wurde unter dem Namen „Wissen schafft Perspektiven für die Region!“ vom Bundesministerium für Bildung und Forschung durchgeführt. Die Idee für das CTC gewann im September 2022 den Wettbewerb für den mitteldeutschen Standort.

## Finanzierung
Bis das CTC als eigene Institution gegründet ist, koordiniert das Potsdamer Max-Planck-Institut für Kolloid- und Grenzflächenforschung den Aufbau des CTC über eine Projektförderung des Bundesministeriums für Bildung und Forschung. Für den Aufbau des CTC stellen Bund, Freistaat Sachsen und Sachsen-Anhalt insgesamt 1,2 Milliarden Euro zur Verfügung. Davon trägt der Bund 90 Prozent, der Freistaat Sachsen 7 Prozent und das Land Sachsen-Anhalt 3 Prozent. Ab 2038 soll das jährliche Budget 170 Millionen Euro betragen.

## Standorte
Ein CTC-Campus mit 700 Mitarbeitenden soll auf dem Gelände der ehemaligen Zuckerfabrik in Delitzsch entstehen, ein zweiter Standort mit 300 Mitarbeitenden in direkter Nachbarschaft zur Hochschule Merseburg. Damit knüpft das CTC an die industrielle Tradition des Mitteldeutschen Chemiedreiecks an. In der Aufbauphase ist das wachsende CTC-Team in Interimsbüros im Gebäude des Landratsamts Nordsachsen in Delitzsch und im Hauptgebäude der Leunawerke in Leuna untergebracht.